# Val-de-Marne
Val-de-Marne (oznaka 94) je francoski departma, del jugovzhodnega predmestja Pariza, imenovan po reki Marni, ki teče skozenj. Nahaja se v osrednjem delu regije Île-de-France.

## Zgodovina
Departma je bil ustanovljen 1. januarja 1968 iz jugovzhodnega dela nekdanjega departmaja Seine in majhnega dela departmaja Seine-et-Oise.

## Geografija
Val-de-Marne leži v jugovzhodnem predelu Pariza, v regiji Île-de-France. Z ostalima manjšima departmajema, Hauts-de-Seine in Seine-Saint-Denis oblikuje venec okoli središča glavnega mesta Francije. Na severu meji na Seine-Saint-Denis, na vzhodu na Seine-et-Marne, na jugu na Essonne, na zahodu pa na Hauts-de-Seine in Pariz.